# Manuel Benítez Salvatierra
Manuel Benítez Salvatierra (1918-1977), també conegut pel sobrenom «César del Arco», va ser un periodista i escriptor espanyol.

## Biografia
Sevillà de naixement, de ben jovenet es va afiliar a la Falange. Va ingressar al món del periodisme, on aviat va començar a ser conegut pel sobrenom «César del Arco». Va arribar a ser director dels diaris F.E., Sevilla, i Suroeste, tots ells pertanyents a la Prensa del Movimiento. També dirigí entre 1960 i 1975 l'edició andaluda del diari Pueblo, així com el setmanari esportiu ¡Oiga! —fundat el 1953—, i l'emissora sindical La Voz del Guadalquivir. El novembre de 1961 va ser detingut i empresonat per ordre del governador civil de Sevilla, Hermenegildo Altozano Moraleda, després d'haver publicat Benítez un article en el diari Pueblo en el qual demanava responsabilitats polítiques per la gestió de les greus inundacions que havien tingut lloc en aquelles dates. Manuel Benítez també va estar molt relacionat amb el món de la tauromàquia, i va publicar vàrias obres sobre la matèria. Va morir el 1977, mentre era director del diari Suroeste.
Va tenir una filla, Nina Salvatierra, que també va ser periodista i destacaria en mitjans com a Radio Nacional i Televisió Espanyola.

## Obres
- —— (1958). Medio siglo de fútbol sevillano. Victorias, anécdotas y venturas del Real Betis Balompié. Sevilla.
- —— (1975). Los Cuernos. Madrid: Editorial Sedmay.